# Txeriumkin
Txeriumkin (en rus: Черюмкин) és un poble (un khútor) de l'óblast de Rostov, a Rússia, que en el cens del 2010 tenia 961 habitants, pertany al districte d'Aksai.